# ¡Románticos!
Románticos! es un álbum recopilatorio que contiene las canciones famosas  del cantautor mexicano Juan Gabriel en colaboración con la cantante española Rocío Dúrcal, lanzado al mercado por RCA Records el 12 de enero de 1999.

## Lista de canciones[2]
Todas las canciones escritas y compuestas por Juan Gabriel. 
| N.º | Título                     | Duración |  |
| 1.  | «Insensible»               | 2:47     |  |
| 2.  | «Tu Que Fuiste»            | 3:37     |  |
| 3.  | «Ya lo Se Que Tú Te Vas»   | 3:43     |  |
| 4.  | «Olvidémonos»              | 2:33     |  |
| 5.  | «Si Quieres»               | 4:12     |  |
| 6.  | «Tenías Que Ser Tan Cruel» | 3:20     |  |
| 7.  | «No Me Vuelvo a Enamorar»  | 3:20     |  |
| 8.  | «Cuando Te Vayas»          | 2:47     |  |
| 9.  | «Tú Me Dijiste Adiós»      | 3:14     |  |
| 10. | «¿Por Qué Fue Que Te Amé?» | 4:30     |  |